# (3120) Dangrania
(3120) Dangrania es un asteroide perteneciente al cinturón de asteroides, descubierto el 14 de septiembre de 1979 por Nikolái Stepánovich Chernyj desde el Observatorio Astrofísico de Crimea (República de Crimea).

## Designación y nombre
Designado provisionalmente como 1979 RZ. Fue nombrado Dangrania en honor al escritor soviético ruso Daniil Granin.